# Het voedsel der goden en hoe het op aarde kwam
Het voedsel der goden en hoe het op aarde kwam (originele titel The Food of the Gods and How it Came to Earth) is een van de minder bekende romans van de Britse auteur H.G. Wells, gepubliceerd in 1904.

## Inhoud
Twee wetenschappers, Bensington en Redwood, doen onderzoek naar het groeiproces van levende dingen. Hun onderzoek levert uiteindelijk een chemisch goedje dat ze de naam Herakleophorbia IV geven en dat het groeiproces enorm kan versnellen. Ze proberen het uit op een paar kippen, die meteen tot kolossaal formaat uitgroeien.
De assistenten van het duo letten echter niet goed op en de Herakleophorbia IV wordt ook gegeten door een paar ratten, wespen en wormen. Al snel wordt de boerderij waar het duo hun onderzoek doet geterroriseerd door kolossaal ongedierte. Tot overmaat van ramp ontsnappen de kippen en zaaien ze paniek in een nabij gelegen plaatsje. Bensington en Redwood zien zich genoodzaakt hun onderzoek te staken. Ze verbranden de boerderij en trekken met explosieven en zware vuurwapens ten strijde tegen de kolossale beesten. De twee slagen erin om de dieren te doden, maar daarmee is het probleem nog niet uit de wereld. De Herakleophorbia IV is permanent in de voedselketen terechtgekomen en in de jaren erop volgen met regelmaat uitbraken van reuzengroei onder planten en dieren, en ook bij mensen. Redwood heeft namelijk wat van de Herakleophorbia IV in de drinkfles van zijn jonge zoontje gestopt. Ook andere kinderen krijgen het per ongeluk toegediend, onder wie de drie kinderen van een monteur genaamd Cossar, een prinses en de kleinzoon van een koppel dat op de boerderij moest letten.
Bensington wordt zelfs gedwongen onder te duiken nadat hij is aangevallen door een woedende menigte die hem verantwoordelijk houdt voor alle problemen. Hij verdwijnt nadien uit het verhaal. De kinderen die van de Herakleophorbia IV hebben gegeten groeien in de jaren die volgen uit tot reuzen. Zoals te verwachten was is de rest van de wereld niet bepaald tolerant tegenover hen. Angst en wantrouwen nemen bezit van de bevolking. Hoewel de reuzen proberen de beschaving van nut te zijn, worden ze overal gemeden en wordt hun vrijheid steeds meer aan banden gelegd. Een politicus genaamd Caterham, die belooft iets aan het reuzenprobleem te zullen doen, wint grote populariteit bij het volk.
Nadat een reus genaamd Caddles wordt gedood omdat hij zich illegaal in Londen begeeft, escaleert de situatie tot een oorlog, waarbij de reuzen niet alleen voor zichzelf vechten, maar ook voor het groeiproces in zijn algemeenheid. Ze bombarderen onder andere Londen met capsules gevuld met Herakleophorbia IV. De uitkomst van de oorlog blijft een mysterie.

## Films
Het voedsel der goden en hoe het op aarde kwam is tweemaal als basis gebruikt voor een film. Beide films waren B-films en beide werden ze geregisseerd door Bert I. Gordon.
- De eerste was Village of the Giants uit 1965. Dit verhaal speelt zich af in de jaren 60 van de 20e eeuw. Het chemische spul draagt in de film de naam Goo en is een uitvinding van een 11-jarig wonderkind. De wetenschappelijke bron van het voedsel en het conflict tussen de reuzen en de normale mensen zijn de enige plotelementen die zijn overgenomen uit het boek.
- De tweede verfilming was The Food of the Gods uit 1976. In deze film werden de effecten van het chemische spul beperkt tot hun uitwerking op dieren. De film was geen succes.

## Strip
Het boek werd voor het eerst omgezet tot een strip in januari 1961 voor Classics Illustrated #160. Hoewel de strip het verhaal nauwkeurig volgde, werd er wel wat censuur toegepast vanwege de Comics Code Authority. Zo werden de enorme ratten niet getoond.
Een meer dramatische stripversie van het verhaal verscheen in Marvel Comics Classics #22.